# 慶應義塾高等学校の人物一覧
慶應義塾高等学校の人物一覧（けいおうぎじゅくこうとうがっこうのじんぶついちらん）
慶應義塾高等学校の主な出身者・教員・関係者など。

## 教職員
- 鏑木文隆 - 体育教員、柔道部部長
- 清崎敏郎 - 元国語教員
- 瞳みのる - 元漢文教員、音楽家（元ザ・タイガースドラマー）

## 出身者

### 政界
- 安藤裕 - 参議院議員、元衆議院議員
- 石破茂 - 衆議院議員、内閣総理大臣、元防衛庁長官、元防衛大臣、元農林水産大臣、元自民党幹事長、元国家戦略特別区域担当大臣、元地方創生担当大臣
- 石原伸晃 - 衆議院議員、元行政改革・規制改革担当大臣、元国土交通大臣、元自民党幹事長、元環境大臣・原子力防災担当大臣、経済再生担当大臣
- 石原宏高 - 衆議院議員、内閣府副大臣、元外務大臣政務官
- 石森久嗣 - 元衆議院議員
- 石渡徳一 - 前鎌倉市長
- 伊藤信太郎 - 衆議院議員
- 伊藤達也 - 衆議院議員、元金融担当大臣、元内閣総理大臣補佐官
- 糸川正晃 - 元衆議院議員
- 江崎洋一郎 - 元衆議院議員
- 遠藤乙彦 - 元衆議院議員、元財務副大臣
- 太田誠一 - 元衆議院議員、元総務庁長官・中央省庁改革等担当大臣、元農林水産大臣
- 大塚拓 - 衆議院議員、財務副大臣、法務大臣政務官、内閣府大臣政務官
- 大野元裕 - 埼玉県知事、元参議院議員
- 大野泰正 - 参議院議員
- 奥野信亮 - 衆議院議員
- 越智隆雄 - 衆議院議員
- 亀井善太郎 - 元衆議院議員
- 岸信夫 - 衆議院議員、防衛大臣、元参議院議員
- 河野太郎 - 衆議院議員、外務大臣、元国務大臣
- 小坂憲次 - 参議院議員、元文部科学大臣、元衆議院議員
- 桜内義雄 - 元衆議院議長
- 高村正大 - 衆議院議員
- 武見敬三 - 参議院議員、元厚生労働副大臣
- 竹下亘 - 衆議院議員、自民党総務会長、元財務副大臣、元復興大臣
- 佐藤公治 - 衆議院議員
- 長島昭久 - 衆議院議員、元防衛副大臣
- 中曽根弘文 - 参議院議員、元文部大臣・科学技術庁長官、元外務大臣
- 中曽根康隆 - 衆議院議員
- 中村時広 - 愛媛県知事、前松山市長、元衆議院議員
- 西田実仁 - 参議院議員
- 野中厚 - 衆議院議員
- 福田達夫 - 衆議院議員
- 松沢成文 - 元参議院議員、元神奈川県知事、元衆議院議員
- 松野頼久 - 元衆議院議員
- 松本洋平 - 衆議院議員
- 山岡達丸 - 元衆議院議員、元NHK記者
- 若宮健嗣 - 衆議院議員、国務大臣
- 渡辺美知太郎 - 栃木県那須塩原市長、元参議院議員

### 官界
- 藤崎一郎 - 在アメリカ合衆国特命全権大使、元ジュネーヴ国際機関政府代表部大使、元外務審議官
- 伊藤哲雄 - 元在ハンガリー特命全権大使、元在カザフスタン特命全権大使
- 深野弘行 - 経済産業省北海道経済産業局長、元大臣官房審議官

### 財界
- 青木廣彰（ロッキー青木）- 米国BENIHANAオーナー、冒険家
- 藤井次郎 - 元マルエツ社長、元ダイエー常務、顧問、元器械体操部主将(オリンピック候補選手）
- 小林陽太郎 - 富士ゼロックス相談役、元経済同友会代表幹事
- 北城恪太郎 - 日本IBM最高顧問、前経済同友会代表幹事・終身幹事
- 椎名武雄 - 日本IBM相談役
- 古河建純 - 元ニフティ社長
- 持田昌典 - ゴールドマン・サックス日本法人社長
- 西岡一正 - アビームコンサルティング社長
- 迫本淳一 - 松竹社長
- 鈴木弘治 - 髙島屋社長
- 永山治 - 中外製薬社長
- 星野佳路 - 星野リゾート社長
- 高橋治則 - 東京協和信用組合元理事長、イ・アイ・イ・インターナショナル元社長
- 数原英一郎 - 三菱鉛筆社長
- 磯原裕 - ニッポン放送社長
- 土屋嶢 - 大垣共立銀行頭取
- 岡田好史 - 阿波銀行頭取
- 玉塚元一 - ロッテホールディングス代表取締役社長、元株式会社ファーストリテイリング代表取締役社長兼COO、元株式会社ローソン代表取締役会長CEO
- 梅田望夫 - 経営コンサルタント、作家
- 遠山正道 - スマイルズ社長
- 豊田章男 - トヨタ自動車社長
- 小泉和久 - アブアブ赤札堂社長
- 片山龍太郎 - 元マルマン社長、前産業再生機構執行役員
- 小嶋光信 - 両備グループ代表
- 堀内光一郎 - 富士急行社長
- 近藤正晃ジェームス - Twitter日本法人会長
- 堀切功章 - キッコーマン社長
- 竹本勝紀 - 銚子電気鉄道社長

### 学術
- 安西祐一郎 - 工学者、元慶應義塾大学塾長
- 阿川尚之 - 慶應義塾大学総合政策学部長、東京大学先端科学技術研究センター特任教授 / 父は弘之、佐和子は妹
- 朝吹三吉 - フランス文学者、慶應義塾大学教授
- 石原延啓 - 画家
- 井関裕靖 - 数学者、東北大学大学院理学研究科助教授
- 井田良 - 慶應義塾大学大学院法務研究科教授（刑法学）
- 大沼保昭[1] - 法学者、東京大学名誉教授、明治大学特任教授
- 大野義夫 - 工学者、慶應義塾大学理工学部教授
- 冲永佳史 - 帝京大学学長・理事長
- 長名寛明 - 慶應義塾大学経済学部名誉教授
- 桂誠一郎 - 工学者、慶應義塾大学理工学部教授
- 亀井源太郎 - 首都大学東京教授
- 菊野一雄 - 立教大学教授
- 北島政樹 - 慶應義塾大学名誉教授
- 神武直彦 - 慶應義塾大学大学院システムデザイン・マネジメント研究科教授
- 草野厚 - 慶應義塾大学教授
- 小山剛 - 慶應義塾大学大学院法務研究科教授（憲法学）
- 近藤誠 - 慶應義塾大学医学部専任講師
- 坂村健 - 情報工学者、東京大学大学院情報学環教授
- 作田明 - 犯罪心理学者、日本保健医療大学教授
- 島田晴雄 - 慶應義塾大学名誉教授、千葉商科大学学長、サントリー学芸賞受賞
- 鈴木智之 - 社会学者、法政大学教授
- 徳田英幸 - 慶應義塾大学環境情報学部長
- 秩父重英 - 東北大学多元物質科学研究所教授
- 坪田一男 - 慶應義塾大学医学部教授
- 冨田勝 - 慶應義塾大学環境情報学部教授
- 原武史 - 政治思想史学者、明治学院大学教授 / 早稲田大学へ進学
- 福田和也 - 文芸評論家、慶應義塾大学教授
- 永井均 - 哲学者、千葉大学教授
- 向井万起男 - 慶應義塾大学医学部助教授 / 宇宙飛行士向井千秋の夫

### 芸能・文化
- 浅利慶太 - 劇団四季代表・演出家
- 安部譲二（中退） - 作家
- 石坂浩二 - 俳優
- 石原裕次郎 - 俳優、歌手 / 慶應志木高から編入
- 石原良純 - 俳優、タレント、気象予報士
- 伊藤あさひ - 俳優
- 岩田剛典 - アーティスト、三代目J Soul Brothers
- 泉麻人 - コラムニスト
- 市川猿翁 (2代目) - 歌舞伎俳優
- 市川右團次 (3代目) - 歌舞伎俳優
- 梅田晴夫 - 劇作家、小説家、随筆家
- 扇一平 - 文化放送キャスター、レースアナウンサー、作家、声優
- 大塚雄三 - 歌手、CHARCOAL FILTER
- 大伴昌司 - 怪獣評論家
- 大野雄二 - 作曲家
- 大野木寛 - 脚本家
- 金子哲雄 - 流通ジャーナリスト
- 加山雄三 - 俳優、歌手
- 川口浩（中退） - 俳優
- 川津祐介 - 俳優
- 河森正治 - メカニックデザイナー、アニメ監督
- 紀田順一郎 - 作家
- 日下武史 - 俳優
- 小泉博 - 俳優
- 小出恵介 - 俳優
- 五所平之助 - 映画監督
- 小名川高弘 - ミュージシャン / CHARCOAL FILTER
- 小林亜星 - 作曲家
- 古舘佑太郎 - 俳優、歌手 / The SALOVERS
- 櫻井翔 - 歌手、俳優、タレント / 嵐 (グループ)
- 近谷直之 - 作曲家、音楽プロデューサー
- 神保彰 - ミュージシャン、作曲家、ドラマー　元カシオペア（現在はサポートメンバーとして復帰）
- 鈴木邦彦 - 作曲家
- 千住明 - 作曲家
- 千住博 - 日本画家
- 田岡満 - 実業家、映画プロデューサー、歌手
- 高野真太郎（中退）ミュージシャン / CHARCOAL FILTER
- 高柳良一 - 俳優、編集者、グレイプ取締役
- 竹田恒泰 - 評論家、タレント
- 舘野泉 - ピアニスト
- TAROかまやつ - ピアノシンガーソングライター、フジテレビ社員
- 堂本正樹 - 劇作家、演出家、演劇評論家
- 冨田勲 - 作曲家 / 岡崎高校から編入
- 中川勝彦 - 歌手、俳優 / 中川翔子の父
- 那須雄登 - 歌手、俳優、 美 少年
- 二村ヒトシ - AV監督
- 早川保 - 俳優
- 平尾昌晃（中退） - 作曲家、歌手
- 平沼成基 - 俳優
- 藤井貢 - 俳優
- 藤岡幸夫 - 指揮者
- 府元晶 - ライター、テレビゲーム評論家
- 星野道夫 - 写真家、随筆家
- 細野不二彦 - 漫画家
- 松任谷正隆 - 音楽プロデューサー
- 松本隆 - 作詞家
- 美樹本晴彦 - 漫画家、イラストレーター
- ミッツ・マングローブ - 女装家、タレント
- 光永泰一朗 - シンガーソングライター
- 望月衛介 - ピアニスト、作曲家
- 安井佑輝 - ミュージシャン / CHARCOAL FILTER
- 夢屋まさる - お笑い芸人
- 吉松隆 - 作曲家

### 放送・ジャーナリズム
- 岸井成格 - 毎日新聞特別編集委員
- 木村太郎（放校） - キャスター
- 明石勇 - 元NHKアナウンサー
- 赤尾健一 - 日本テレビプロデューサー
- 三枝孝臣 - 日本テレビプロデューサー
- 福澤克雄 - TBSディレクター、演出家、映画監督
- 三宅恵介 - 元フジテレビプロデューサー
- 河毛俊作 - フジテレビプロデューサー
- 中山貴雄 - 元テレビ朝日アナウンサー
- 山田良明 - フジテレビプロデューサー
- 根本俊太郎 - フジテレビプロデューサー
- 大槻文人 - フジテレビプロデューサー
- 毛利忍 - 日本テレビプロデューサー
- 坪井直樹 - テレビ朝日アナウンサー
- 炭谷宗佑 - 元日本テレビアナウンサー
- 青井実 - 元NHKアナウンサー、キャスター
- 一橋忠之 - NHKアナウンサー
- 三條雅幸 - NHKアナウンサー
- 芥川隆行 - 元アナウンサー、ナレーター、司会者
- 伊藤広 - 元毎日放送アナウンサー
- 藤森祥平 - TBSテレビアナウンサー
- 中村光宏 - フジテレビアナウンサー
- 榎並大二郎 - フジテレビアナウンサー
- 山本賢太 - フジテレビアナウンサー
- 佐藤義朗 - 元日本テレビアナウンサー
- 赤荻歩 - TBSテレビアナウンサー
- 井上貴博 - TBSテレビアナウンサー
- 根岸昌史 - NHKアナウンサー
- 田辺研一郎 - 日本テレビアナウンサー
- 山﨑誠 - 日本テレビアナウンサー
- 岡安譲 - 関西テレビアナウンサー
- 黒住駿 - NHKアナウンサー
- 大村晟 - フジテレビアナウンサー
- 草薙和輝 - テレビ朝日アナウンサー

### スポーツ
- 竹田恆和 - 前日本オリンピック委員会会長
- 桑田健秀 - 元バスケットボール選手、日本鋼管・モントリオール五輪代表
- 松岡修造（後に、柳川高等学校に転学） - 元プロテニス選手
- 米本聡 - 元プロバスケットボール選手：1997年卒業
- 三宅諒 - フェンシング選手、ロンドンオリンピック男子フルーレ団体銀メダリスト
- 佐藤翔馬 - 競泳選手、200m平泳ぎ日本記録保持者

#### 野球
プロ野球選手
- 赤木健一
- 渡辺泰輔 - 東京六大学野球・完全試合
- 佐藤友亮
- 佐野川リョウ - 野球部は途中退部、海外リーグでプレー
- 白村明弘
- 山本泰寛
- 谷田成吾
- 矢崎拓也
- 津留﨑大成
- 柳町達
- 植田将太
- 木澤尚文
- 正木智也
- 廣瀨隆太

その他
- 平光清 - 元プロ野球審判

#### ラグビー
- 上田昭夫 - 慶應義塾ラグビー部元監督
- 渡瀬裕司 - 慶應義塾ラグビー部元監督
- 生田久貴 - 元ラグビー選手、元ラグビー日本代表、ミクニ社長
- 村井大次郎 - 元ラグビー選手、元ラグビー日本代表
- 猪口拓 - 元ラグビー選手、元ラグビー日本代表、東芝ブレイブルーパス
- 野澤武史 - 元ラグビー選手、元ラグビー日本代表、神戸製鋼コベルコスティーラーズ
- 川村慎 - ラグビー選手、横浜キヤノンイーグルス
- 古田京 - ラグビー選手
- 丹治辰碩 - ラグビー選手、埼玉パナソニックワイルドナイツ
- 辻雄康 - 元ラグビー選手、東京サントリーサンゴリアス
- 細田隼都 - ラグビー選手、三菱重工相模原ダイナボアーズ
- 金澤徹 - 元ラグビー選手、清水建設江東ブルーシャークス
- 高木一成 - ラグビー選手、横浜キヤノンイーグルス
- 大山祥平 - ラグビー選手、リコーブラックラムズ東京
- 山本凱 - ラグビー選手、東京サントリーサンゴリアス
- 白子雄太郎 - ラグビー選手、清水建設江東ブルーシャークス

#### サッカー
- 都倉賢 - プロサッカー選手、栃木シティFC・FW
- 武藤嘉紀 -プロサッカー選手、ヴィッセル神戸・FW
- 松岡瑠夢 - プロサッカー選手、ロアッソ熊本・MF
- 二宮寛 - 元サッカー選手、元三菱重工
- 片山洋 - 元サッカー選手、元三菱重工

### その他
- 池田尊弘 - 創価学園主事（池田大作三男）
- 池田博正 - 創価学会副理事長（池田大作長男）
- 林郁夫 - オウム真理教元幹部